# 戸綿駅
戸綿駅（とわたえき）は、静岡県周智郡森町睦実にある天竜浜名湖鉄道天竜浜名湖線の駅である。

## 歴史
- 1960年（昭和35年）4月20日：国鉄二俣線の駅（旅客駅）として新設[1][2]。気動車の旅客のみ取扱う無人駅[3]。
- 1987年（昭和62年）3月15日：二俣線が第三セクター鉄道へ転換、天竜浜名湖鉄道の駅となる[1]。
- 2009年（平成21年）11月1日：無人駅化[4]。

## 駅構造
築堤上に単式ホーム1面1線を有する高架駅。

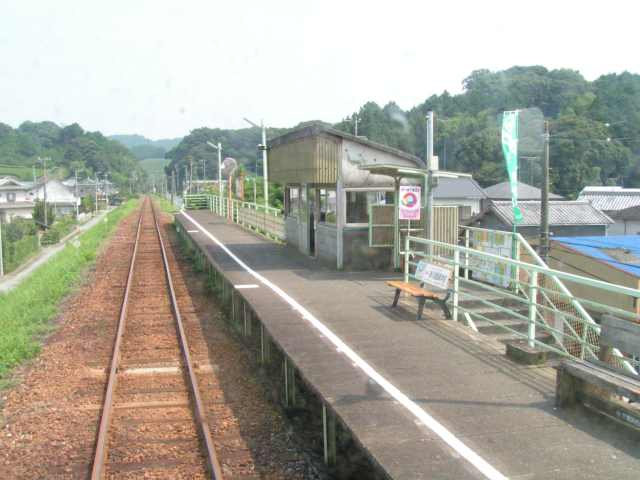
ホーム（2006年8月）

無人駅。ホーム上に待合室が設置されている。一時期飲料自動販売機があったが、現在は撤去されている。
以前トイレは駅待合室真下辺りに設置されていたが、現在は新所原方高架下に設置されている。

## 利用状況
近年の1日平均乗車人員の推移は以下の通り。
| 乗車人員推移 | 乗車人員推移    |
| 年度         | 1日平均乗車人員 |
| ------------ | --------------- |
| 2008         | 184             |
| 2009         | 164             |
| 2010         | 132             |
| 2011         | 105             |
| 2012         | 102             |
| 2013         | 101             |
| 2014         | 116             |
| 2015         | 129             |
| 2016         | 128             |
| 2017         | 130             |
| 2018         | 147             |
| 2019         | 146             |

## 駅周辺
静岡県道58号袋井春野線沿いにある戸綿集落の中に位置する当駅は、西側を流れる太田川を挟んで森市街と向き合う立地にあり、周囲に中小商店等が点在している。特徴的なものでは茶葉販売業者が3者ある。治郎柿原木など森市街の一部は遠州森駅より当駅が最寄りである。
- 平和堂薬局
- みのる屋：惣菜
- 大石茶店
- 茶どころ
- 絵本cafe miron
- 森町町営グラウンド

## バス路線
駅をくぐる静岡県道58号線沿いに戸綿停留所がある。
- 秋葉バスサービス 秋葉中遠線・秋葉線
  - 遠州森町 気多（けた）方面：線路北側のりば（90m）
  - 袋井駅方面：線路南側のりば（180m）

1962年9月20日まで通っていた軌道静岡鉄道秋葉線の事実上の代替交通である。なお、同線最寄停留場は「戸綿口」（駅南側）、「森川橋」（駅北側）と言い、どちらも当駅から少し離れて存在していた。

## 隣の駅
天竜浜名湖鉄道
■天竜浜名湖線
原田駅 - 戸綿駅 - 遠州森駅